# Girton (Nottinghamshire)
Girton is een civil parish in het bestuurlijke gebied Newark and Sherwood, in het Engelse graafschap Nottinghamshire met 140 inwoners.